# Norbert Roëttiers
Norbert Roëttiers (Anversa, 1666 ? – Choisy-le-Roi, 18 maggio 1727) è stato un medaglista francese, che ricoprì l'incarico Graveur général des monnaies dal 1704 al 1727.

## Biografia
Norbert era il terzo figlio di John Roëttiers (1631–1703), e un membro di una illustre famiglia di incisori di monete, orafi e argentieri, tra cui lo zio Joseph Roëttiers, il fratello James Roëttiers (1663–1698); il cugino Joseph Charles Roëttiers (1691–1779); il figlio Jacques Roëttiers (1707–1784), noto anche come James; ed il nipote Jacques Nicolas Roëttiers (1736–1788).
Lavorò alla Royal Mint, la zecca di Londra, sotto la guida dello zio Joseph Roëttiers dal 1684 e nel 1690 ebbe ufficialmente l'incarico (assieme al fratello James) di assistente incisore. Era un forte giacobita e vicino alla corte degli Stuart. Nel 1695 fu nominato, assieme al fratello maggiore James, Engraver-General alla Royal Mint.
A seguito di uno scherzo, tutti i Roëttiers ripassarono la Manica.
Alla morte dello zio Joseph Roëttiers, gli succedette il 17 gennaio 1704 nell'incarico di Graveur général des monnaies. Mantenne questo incarico fino al 1727.

## Opere
- lyard (3 denier) di Luigi XIV (coniata 1713-1715)
- 6 denier di Luigi XIV (coniata 1710-1712)

Sotto lo stesso re ha inciso diverse monete per le colonie delle Americhe.